# ザ・リッツ・カールトン沖縄
ザ・リッツ・カールトン沖縄（英称:The Ritz-Carlton OKINAWA）は、2012年5月28日開業、沖縄県の最高級ホテルである。運営はザ・リッツ・カールトン。2007年5月24日開業の『喜瀬別邸ホテル&スパ』を、2011年9月1日閉館、及びリブランドの改修を経て開業。

## 特徴
2012年5月28日開業。ザ・リッツ・カールトン・ホテル・カンパニーL.L.C.が運営する日本国内で3つ目のホテルである。
スイートルーム2タイプ2室を含む、全97室。

## 客室
- ザ・リッツ・カールトン スイート : 105㎡ (コネクティングルーム : 45㎡を含み、150㎡) : 1室 : 7階
- プレジデンシャル スイート : 105㎡ (コネクティングルーム : 45㎡を含み、150㎡) : 1室 : 7階

- カバナ ルーム : 45㎡ : 7室、58㎡ : 1室、計8室 : 1階
- プレミア デラックス ルーム : 58㎡ : 9室 : 2～6階
- ベイ デラックス ルーム : 45㎡ : 24室　(コネクティングルーム2室を含む) : 5・6・7階
- デラックス ルーム : 45㎡ : 54室 : 1～4階

計97室

## 設備
- ちゅらぬうじ（イタリア料理レストラン）
- 喜瀬（鉄板焼レストラン）
- グスク（オールデイダイニング）